# 李载平
李载平（1925年8月17日—2018年5月30日），男，福建福州人，中国分子生物学家，中国工程院院士。

## 生平
1947年毕业于北京大学化学系，1960年上海生物化学研究所研究生毕业。1996年当选为中国工程院院士。